# Eruzione laterale
Una eruzione laterale, chiamata anche eruzione dal fianco o esplosione laterale se esplosiva, è un'eruzione vulcanica che si verifica ai fianchi del vulcano invece che dalla sommità. 
Le eruzioni laterali sono tipiche delle fenditure che si formano sui fianchi di un vulcano. Dal momento che è più facile per una roccia fusa fluire lateralmente lungo i fianchi deboli, la roccia del fianco cede prima che il magma venga spinto attraverso un condotto che alimenta il cratere sommitale. Queste caratteristiche si trovano comunemente in vulcani a scudo e producono flussi di lava basaltica e coni di cenere.
Le eruzioni laterali sono create da decompressione improvvise di una camera magmatica che si trova non molto al di sotto dei fianchi di un vulcano, simile a quello che si verificò durante l'eruzione del 1980 del Monte Sant'Elena, nello Stato di Washington, o lungo la base o i fianchi di una cupola lavica simile a quello che è successo durante l'eruzione del 1902 del Monte Pelée sulla punta settentrionale del dipartimento francese d'oltremare della Martinica, Piccole Antille, arco insulare dei Caraibi.